# Lonicera ciliosa
Lonicera ciliosa je vrsta biljke koja pripada rodu Lonicera (orlovi nokti), inače autohtona vrsta zapadnog dela Severne Amerike.

## Opis biljke
Raste kao listopadni žbun visine do 6 m. Listovi naspramno raspoređeni, ovalni i 4-10 cm dugi. Poslednji, vršno postavljeni srasli u obliku diska (gamofilija). Cvetovi su narandžastožuti, sa pet režnjeva i cevastog oblika. Formiraju se iznad spojenih vršnih listova, spiralno raspoređeni. Plodovi su narandžastocrvene bobice manje od jednog centimetra u prečniku.

## Značaj za čoveka
Plodovi su jestivi, bilo da su sirovi ili kuvani, ali nisu uobičajena hrana.